# Péninsule de Kii
Pour les articles homonymes, voir Kii.
La péninsule de Kii (紀伊半島, Kii-hantō) est la plus grande péninsule de Honshū au Japon.

## Géographie

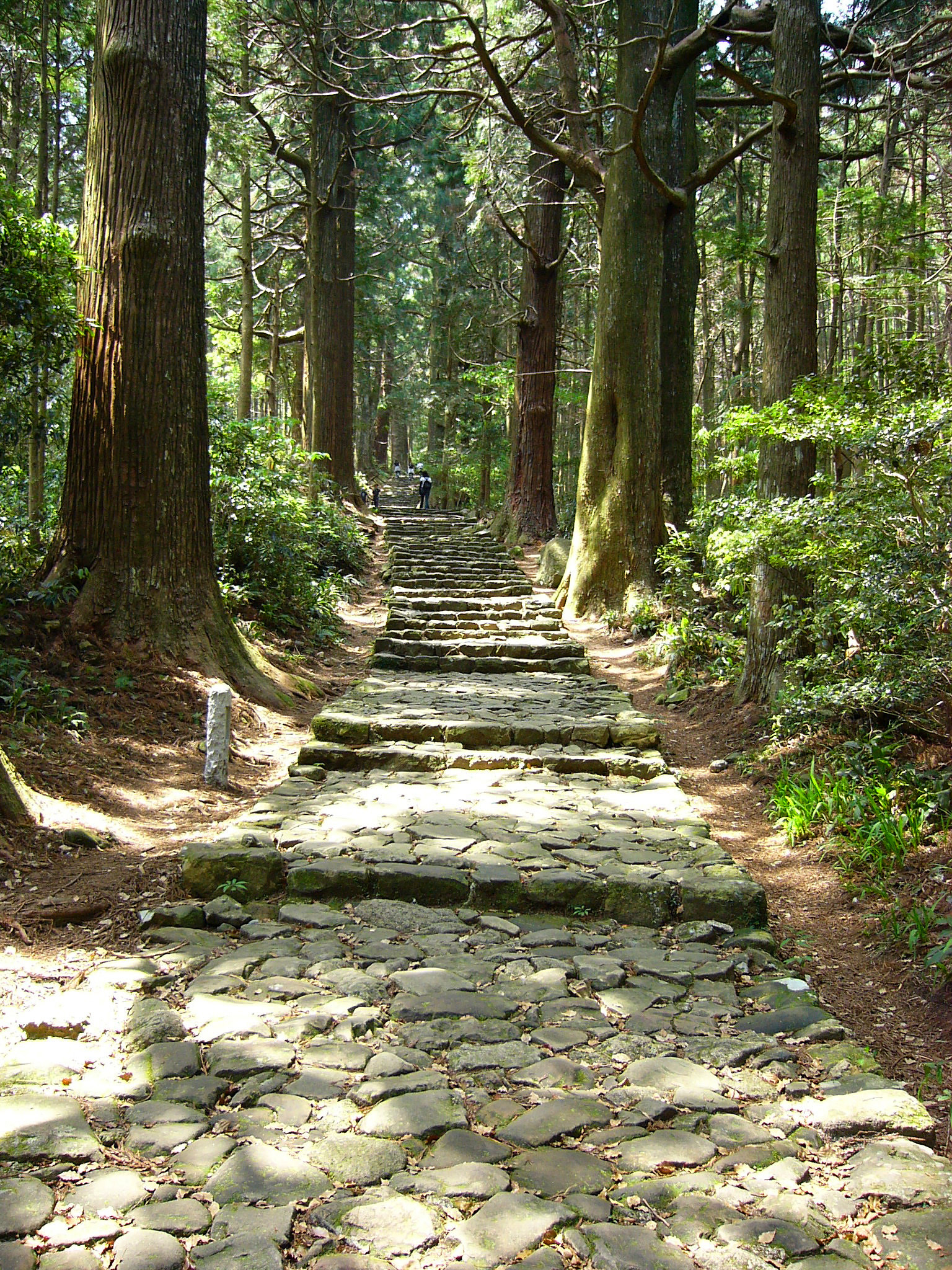
Paysage de la péninsule de Kii.

Administrativement, la péninsule est découpée en quatre, avec les préfectures de Mie, Nara, Wakayama et la partie sud de la préfecture d'Osaka, correspondant aux anciennes provinces d'Iga, d'Ise, d'Izumi, de Kawachi, de Kii, de Shima et de Yamato.

## Patrimoine culturel
Région montagneuse, on y trouve les sites sacrés et chemins de pèlerinage dans les monts Kii, enregistrés en 2004 sur la liste du patrimoine mondial de l'Unesco.